# Armahda
Armahda é uma banda de heavy metal brasileira formada em 2011. O grupo é conhecido por tratar de temas da História do Brasil em suas letras. Juntamente com as bandas Aclla, Arandu Arakuaa, Cangaço, Hate Embrace, MorrigaM, Tamuya Thrash Tribe e Voodoopriest, integram o movimento Levante do Metal Nativo, que reúne bandas brasileiras que misturam heavy metal com elementos musicais típicos do país e/ou escrevem letras sobre A história e características regionais do Brasil. O grupo cita Blind Guardian, Sabaton, Black Sabbath, bandas clássicas dos anos 1970 e bandas de power metal alemão como influências.

## História
A banda foi idealizada pelo vocalista Maurício Guimarães e pelo guitarrista Renato Domingos, que se conheciam desde o começo dos anos 2000. Para escrever suas letras, o grupo faz uma pesquisa bibliográfica para garantir a veracidade das informações, incluindo documentos da Biblioteca Nacional, Biblioteca do Exército e livros de Laurentino Gomes. Por outro lado, dizem-se preocupados em não politizar demais as letras para não serem taxados de "monarquistas" nem serem admirados por nacionalistas radicais. Os outros três membros eram inicialmente apenas músicos de apoio.
Lançaram seu primeiro álbum, autointitulado, em dezembro de 2013, contendo faixas sobre Maria I de Portugal, a Guerra Guaranítica, as bandeiras de Fernão Dias e as lendas Matinta Perera e Iara. Todas as faixas são cantadas em inglês, exceto "Paiol em Chamas", sobre explosões de armazéns do depósito central de armamento do Exército Brasileiro, em 1958, episódio que teve o envolvimento de um militar de quem Maurício é neto. A faixa título do disco também contém parte das letras em português e fala sobre a Revolta da Armada, que dá nome ao quinteto. Nesta canção, o dublador Sílvio Navas, famoso por seu trabalho no personagem Mumm-Ra do ThunderCats, emprestou sua voz para fazer as partes do marechal Floriano Peixoto. O álbum também abordava a Guerra de Canudos, a Revolta da Armada, Duque de Caxias e o exílio de Dom Pedro II e da família real.
Em 2014, abriram um show da banda sueca Sabaton, cujas letras também versam sobre temas históricos. Ainda naquele ano, declararam em entrevista que pretendiam abordar temas como Zumbi dos Palmares e Padre José de Anchieta, num futuro segundo álbum, além de revisitar a Guerra de Canudos, já abordada em Armahda. Também pretendiam fazer mais músicas em português e com mais elementos brasileiros.
Em 2015, a banda lançou um novo single, "The Last Farewell", cuja letra fala dos últimos dias de reinado de Dom Pedro II antes da Proclamação da República do Brasil. Para escrever a letra, a banda pesquisou material cedido pela família imperial brasileira.
Em outubro de 2016, fizeram seu primeiro show no Rio de Janeiro, mais uma vez abrindo para o Sabaton, no Circo Voador.
Em julho de 2018, o Armahda realizou sua primeira turnê na Europa, tocando na França, Bélgica, Holanda, Polônia, República Tcheca e Eslovênia

## Integrantes
- Maurício Guimarães - vocais, violão
- Alexandre Dantas - guitarras
- Renato Domingos - guitarras
- Paulo Chopps - baixo
- João Pires - bateria

Músicos de apoio
- Edson Xavier - baixo em "Canudos"
- Rafael Zeferino - bateria em Armahda

## Discografia
Singles
- "The Last Farewell" (2015)

Álbuns de estúdio
- Armahda (2013)